# Talismanul (roman de Stephen King și Peter Straub)
Talismanul (denumire originală The Talisman) este un roman de Stephen King și Peter Straub publicat inițial de editura Viking în 1984.
Povestea romanului nu este o revizuire a romanului anterior scris de Walter Scott și denumit tot  Talisman, deși există o referință oblică la un "roman de Sir Walter Scott." Romanul lui King și Straub a fost nominalizat pentru Premiile Locus și World Fantasy în 1985. King și Straub au realizat în anul 2001 o continuare, Black House (ro.: Casa întunericului), în care personajul Jack este acum un pensionar, fost detectiv la secția de omucideri din cadrul poliției din Los Angeles, care încearcă să rezolve o serie de crime comise în orășelul French Landing, Wisconsin.
Cartea este dedicata mamelor celor doi autori: "Această carte este pentru Ruth King și Elvena Straub."

## Prezentare
Aceasta carte descrie aventurile unui băiat de doisprezece ani pe nume Jack Sawyer. Eroul adolescent pleacă din Arcadia Beach, New Hampshire, în încercarea de a o salva mama sa bolnavă de cancer prin găsirea unui cristal numit "Talismanul".
Premisa romanului presupune existența unei lumi paralele a Pământului, lume numită "Teritoriile". Aceasta este o lume ciudată și fantastică  cu legături (deși aceste legături nu existau în momentul publicării) către seria lui King Turnul Întunecat. Persoanele din Teritorii au "gemeni" sau persoane paralele în lumea noastră. Nașterea "gemenilor", moartea și (după cum este lăsat să se înțeleagă) alte evenimente importante de viață au loc de obicei tot în paralel. "Gemenii" se pot schimba ei, sufletul fiecăruia putând ocupa doar corpul analog din celălalt univers.

## Personaje
- Jack Sawyer

## Traduceri în limba română
- Talismanul Arhivat în 23 martie 2012, la Wayback Machine., traducere de Mihnea Columbeanu și Gabriel Stoian, 1998, editura Nemira, ISBN 978-973-569-254-4

## Ecranizări
- Turner Network Television  a vrut să realizeze un miniserial omonim The Talisman în șase părți, dar proiectul a fost anulta în 2006 din cauza unor probleme bugetare. Potrivit unui interviu din 2008 cu Frank Marshall, se are în vedere realizarea unui film artistic bazat pe acest roman.